# Schizoneuraphis
Schizoneuraphis är ett släkte av insekter. Schizoneuraphis ingår i familjen långrörsbladlöss.
Kladogram enligt Catalogue of Life:
| Schizoneuraphis | \| \| Schizoneuraphis gallarum \| \| \| \| \| \| Schizoneuraphis himalayensis \| \| \| \| \| \| Schizoneuraphis litseicola \| \| \| \| \| \| Schizoneuraphis longisetosa \| \| \| \| \| \| Schizoneuraphis machiliphaga \| \| \| \| \| \| Schizoneuraphis malayana \| \| \| \| \| \| Schizoneuraphis querciphaga \| \| \| \| \| \| Schizoneuraphis siamensis \| \| \| \| |
|                 | \| \| Schizoneuraphis gallarum \| \| \| \| \| \| Schizoneuraphis himalayensis \| \| \| \| \| \| Schizoneuraphis litseicola \| \| \| \| \| \| Schizoneuraphis longisetosa \| \| \| \| \| \| Schizoneuraphis machiliphaga \| \| \| \| \| \| Schizoneuraphis malayana \| \| \| \| \| \| Schizoneuraphis querciphaga \| \| \| \| \| \| Schizoneuraphis siamensis \| \| \| \| |
|                 | Schizoneuraphis gallarum |
|                 | |
|                 | Schizoneuraphis himalayensis |
|                 | |
|                 | Schizoneuraphis litseicola |
|                 | |
|                 | Schizoneuraphis longisetosa |
|                 | |
|                 | Schizoneuraphis machiliphaga |
|                 | |
|                 | Schizoneuraphis malayana |
|                 | |
|                 | Schizoneuraphis querciphaga |
|                 | |
|                 | Schizoneuraphis siamensis |
|                 | |